# Epigastrio
En anatomía, el epigastrio es una de las nueve regiones arbitrarias en que se divide al abdomen. Limita hacia arriba con la apófisis xifoides del esternón y con los bordes condrales (que forman el arco costal), hacia abajo con la región umbilical y hacia los lados con los bordes laterales del músculo recto del abdomen. Se encuentra entre los hipocondrios derecho e izquierdo.
El epigastrio contiene al estómago, el lóbulo izquierdo del hígado, la cabeza del páncreas y una porción de la aorta torácica.
Durante la respiración, el diafragma se contrae y se aplana, presionando a la vísceras abdominales hacia abajo y produciendo un movimiento hacia afuera de la parte superior de la pared abdominal (región epigástrica). Se da una acción conjunta del diafragma y de los músculos abdominales, de forma tal que "cuando ambos grupos musculares (diafragma y abdominales) se tensan, el epigastrio empuja hacia afuera". Por ende, la región epigástrica no es un músculo ni un órgano, sino una zona de actividad donde la acción del músculo recto del abdomen y del diafragma produce un abombamiento hacia afuera de la parte superior de la pared abdominal.
La maniobra de Heimlich (o compresión abdominal subdiafragmática) se realiza en el epigastrio, donde se corresponde con la "boca del estómago".